# Olympische Winterspiele 1992/Rennrodeln
Bei den XVI. Olympischen Winterspielen 1992 in Albertville fanden drei Wettbewerbe im Rennrodeln statt. Austragungsort war die Piste de La Plagne im Wintersportort La Plagne.

## Bilanz

### Medaillenspiegel
| Platz | Land        | Gold | Silber | Bronze | Gesamt |
| ----- | ----------- | ---- | ------ | ------ | ------ |
| 1     | Deutschland | 2    | 1      | 1      | 4      |
| 2     | Österreich  | 1    | 2      | 1      | 4      |
| 3     | Italien     | –    | –      | 1      | 1      |

### Medaillengewinner
| Konkurrenz       | Gold                        | Silber                      | Bronze                        |
| ---------------- | --------------------------- | --------------------------- | ----------------------------- |
| Einsitzer Männer | Georg Hackl                 | Markus Prock                | Markus Schmidt                |
| Einsitzer Frauen | Doris Neuner                | Angelika Neuner             | Susi Erdmann                  |
| Doppelsitzer     | Stefan Krauße, Jan Behrendt | Yves Mankel, Thomas Rudolph | Hansjörg Raffl, Norbert Huber |

## Ergebnisse
(alle Laufzeiten in Sekunden, Gesamtzeiten in Minuten)

### Einsitzer Männer
| Platz | Land | Sportler               | 1. Lauf | 2. Lauf | 3. Lauf | 4. Lauf | Gesamt   |
| ----- | ---- | ---------------------- | ------- | ------- | ------- | ------- | -------- |
| 1     | GER  | Georg Hackl            | 45,190  | 45,351  | 46,026  | 45,796  | 3:02,363 |
| 2     | AUT  | Markus Prock           | 45,356  | 45,330  | 46,075  | 45,908  | 3:02,669 |
| 3     | AUT  | Markus Schmidt         | 45,243  | 45,416  | 46,254  | 46,029  | 3:02,942 |
| 4     | ITA  | Norbert Huber          | 45,506  | 45,400  | 46,105  | 45,962  | 3:02,973 |
| 5     | GER  | Jens Müller            | 45,435  | 45,598  | 46,023  | 46,196  | 3:03,192 |
| 6     | AUT  | Robert Manzenreiter    | 45,573  | 45,550  | 46,222  | 45,922  | 3:03,267 |
| 7     | ITA  | Oswald Haselrieder     | 45,698  | 45,319  | 46,252  | 46,007  | 3:03,276 |
| 8     | GER  | René Friedl            | 45,609  | 45,503  | 46,274  | 46,157  | 3:03,543 |
| 9     | EUN  | Sergei Danilin         | 45,708  | 45,622  | 46,281  | 46,162  | 3:03,773 |
| 10    | USA  | Duncan Kennedy         | 45,553  | 45,849  | 46,258  | 46,192  | 3:03,852 |
| 11    | ITA  | Gerhard Plankensteiner | 45,676  | 45,752  | 46,313  | 46,167  | 3:03,908 |

1. und 2. Lauf: 9. Februar 1992 (10:00 Uhr bzw. 11:15 Uhr) 
 3. und 4. Lauf: 10. Februar 1992 (10:00 Uhr bzw. 11:15 Uhr)
34 Teilnehmer aus 18 Ländern, alle in der Wertung.

### Einsitzer Frauen
| Platz | Land | Sportlerin          | 1. Lauf | 2. Lauf | 3. Lauf | 4. Lauf | Gesamt   |
| ----- | ---- | ------------------- | ------- | ------- | ------- | ------- | -------- |
| 1     | AUT  | Doris Neuner        | 46,085  | 46,724  | 46,577  | 46,663  | 3:06,049 |
| 2     | AUT  | Angelika Neuner     | 46,590  | 46,764  | 46,637  | 46,705  | 3:06,696 |
| 3     | GER  | Susi Erdmann        | 47,020  | 46,866  | 46,627  | 46,602  | 3:07,115 |
| 4     | ITA  | Gerda Weißensteiner | 46,954  | 46,988  | 46,894  | 46,837  | 3:07,673 |
| 5     | USA  | Cammy Myler         | 46,974  | 47,049  | 46,962  | 46,988  | 3:07,973 |
| 6     | GER  | Gabriele Kohlisch   | 47,206  | 47,072  | 46,911  | 46,791  | 3:07,980 |
| 7     | AUT  | Andrea Tagwerker    | 46,853  | 46,928  | 47,250  | 46,987  | 3:08,018 |
| 8     | EUN  | Natalja Jakuschenko | 47,097  | 47,215  | 47,178  | 46,893  | 3:08,383 |
| 9     | USA  | Erica Terwillegar   | 47,094  | 47,124  | 47,210  | 47,119  | 3:08,547 |
| 10    | EUN  | Irina Gubkina       | 47,175  | 47,273  | 47,264  | 47,034  | 3:08,746 |
|       |      |                     |         |         |         |         |          |
| 13    | GER  | Sylke Otto          | 47,089  | 47,460  | 47,394  | 47,056  | 3:08,999 |

1. und 2. Lauf: 11. Februar 1992 (10:00 Uhr bzw. 11:00 Uhr) 
 3. und 4. Lauf: 12. Februar 1992 (10:00 Uhr bzw. 11:00 Uhr)
24 Teilnehmerinnen aus 12 Ländern, alle in der Wertung.

### Doppelsitzer
| Platz | Land | Sportler                            | 1. Lauf | 2. Lauf | Gesamt   |
| ----- | ---- | ----------------------------------- | ------- | ------- | -------- |
| 1     | GER  | Stefan Krauße, Jan Behrendt         | 46,060  | 45,993  | 1:32,053 |
| 2     | GER  | Yves Mankel, Thomas Rudolph         | 46,125  | 46,114  | 1:32,239 |
| 3     | ITA  | Hansjörg Raffl, Norbert Huber       | 46,114  | 46,184  | 1:32,298 |
| 4     | ROM  | Ioan Apostol, Liviu Cepoi           | 46,315  | 46,334  | 1:32,649 |
| 5     | ITA  | Kurt Brugger, Wilfried Huber        | 46,447  | 46,363  | 1:32,810 |
| 6     | SWE  | Hans Kohala, Carl-Johan Lindqvist   | 46,661  | 46,473  | 1:33,134 |
| 7     | AUT  | Gerhard Gleirscher, Markus Schmidt  | 46,514  | 46,743  | 1:33,257 |
| 8     | EUN  | Albert Demtschenko, Alexei Selenski | 46,552  | 46,747  | 1:33,299 |
| 9     | USA  | Wendel Suckow, Bill Tavares         | 46,787  | 46,664  | 1:33,451 |
| 10    | EUN  | Igor Lobanow, Gennadi Beljakow      | 46,849  | 47,098  | 1:33,947 |

Datum: 14. Februar 1992, 10:00 Uhr (1. Lauf), 11:30 Uhr (2. Lauf)
20 Teams aus 15 Ländern, alle in der Wertung.